# Stanley Buckmaster, I visconte Buckmaster
Stanley Owen Buckmaster, I visconte Buckmaster (Londra, 9 gennaio 1861 – Londra, 5 dicembre 1934), è stato un avvocato e politico inglese.

## Biografia
Era il terzo figlio di John Charles Buckmaster, e di sua moglie, Emily Anne Goodliffe. Studiò a Aldenham e al Christ Church (Oxford). Nell'aprile 1902 venne nominato consigliere del re.

## Carriera
Alle elezioni politiche del 1906, Buckmaster fu eletto deputato per il collegio di Cambridge. Nel 1911 fu eletto per Keighley. 
Fu membro del Consiglio del Ducato di Lancaster e servì sotto HH Asquith come procuratore generale (1913-1915). Nel 1915 divenne un membro del Consiglio della Corona, elevato alla nobiltà come Barone Buckmaster, di Cheddington nella Contea di Buckingham, e nominato Lord Cancelliere, incarico che ricoprì fino al dicembre 1916, quando Asquith lasciò la carica di primo ministro. 
Buckmaster fu anche consulente per l'Università di Oxford (1911-1913) e Presidente del Consiglio di amministrazione dell'Imperial College of Science and Technology. Fu nominato Visconte Buckmaster nel 1933.

## Matrimonio
Sposò, il 29 dicembre 1889, Edith Augusta Lewin (?-23 ottobre 1935), figlia di Spencer Lewin. Ebbero tre figli:
- Owen Buckmaster, II visconte Buckmaster (24 settembre 1890-25 settembre 1974);
- Margaret Anna Buckmaster (8 marzo 1893-4 giugno 1929), sposò Dighton Pollock, ebbero due figli;
- Barbara Buckmaster (21 ottobre 1903-settembre 1966), sposò John Miller, ebbero tre figli.

## Morte
Morì il 5 dicembre 1934 a Londra e fu cremato a Golders Green Crematorium.